# Albrekt Julius Segerstedt (präst)
Albrekt Julius Segerstedt, född den 22 juni 1763 i Lista socken i Södermanland, död den 12 september 1815 i Lerbo socken i samma landskap, var en svensk läkare, präst och skriftställare. Han var farfar till Albrekt Segerstedt.
Segerstedt blev 1779 student vid Uppsala universitet, 1785 filosofie magister och 1788 medicine doktor. Efter att ha förestått några läkarbefattningar utnämndes han 1795 till
lektor i naturalhistoria och medicin vid Strängnäs gymnasium. Prästvigd 1809 erhöll han samma år enhällig kallelse till Kumla pastorat i Strängnäs stift, men måste vika för Franzén och utnämndes i stället 1810 till kyrkoherde i Lerbo. Han blev prost 1812 och fick 1815 fullmakt som kyrkoherde i Västra Vingåker, en tjänst som han aldrig hann tillträda. 
Segerstedt författade och översatte en mängd skrifter, vilka han utgav på eget förlag från ett av honom arrenderat tryckeri i Strängnäs. Nämnas bör Lärobok i medicinen (1797; ny upplaga 1809), Inledning till kunskapen om de jordiska kropparne (1798), Christliga betraktelser öfver de vanliga sön- och högtidsdagars evangelier (1802, 3:e upplagan 1814), Möjligheten af en allmän läkarevård genom undervisning vid gymnasierna i medicinens grunder (1810) och Svensk boktrycknings historia (samma år).
Segerstedt räknas som den yngre grenens anfader inom släkten Segerstedt. Han gifte sig med Gustafva Bergius och fick med henne 11 barn. Hon var för övrigt faster till Axel Theodor Bergius. Segerstedt var farfars far till Torgny Segerstedt.